# Андалиен
Андалиен (исп. Río Andalién) — река в провинции Консепсьон области Био-Био в Чили. Длина реки — 130 км. Площадь водосборного бассейна — 780 км².
Река берёт начало севернее посёлка Флорида, течёт вначале на запад, пересекает восточную часть города Консепсьон, поворачивает на север, течёт по территории коммун Талькауано и Пенко, впадает в залив Консепсьон близ западной оконечности города Пенко.